# Хас-Кола
Хас-Кола (перс. خاص كلا) — село в Ірані, у дегестані Бала-Хіябан-е Літкух, в Центральному бахші, шагрестані Амоль остану Мазендеран. За даними перепису 2006 року, його населення становило 501 особу, що проживали у складі 129 сімей.

## Клімат
Середня річна температура становить 16,64°C, середня максимальна – 30,62°C, а середня мінімальна – 3,45°C. Середня річна кількість опадів – 857 мм.
| Клімат поселення                              | Клімат поселення | Клімат поселення | Клімат поселення | Клімат поселення | Клімат поселення | Клімат поселення | Клімат поселення | Клімат поселення | Клімат поселення | Клімат поселення | Клімат поселення | Клімат поселення | Клімат поселення |
| Показник                                      | Січ.             | Лют.             | Бер.             | Квіт.            | Трав.            | Черв.            | Лип.             | Серп.            | Вер.             | Жовт.            | Лист.            | Груд.            |                  |
| Середній максимум, °C                         | 10,94            | 11,43            | 13,92            | 19,66            | 23,34            | 27,32            | 30,51            | 30,62            | 27,87            | 23,24            | 17,87            | 13,64            |                  |
| Середня температура, °C                       | 7,19             | 7,68             | 10,16            | 15,92            | 19,60            | 23,57            | 25,82            | 25,93            | 23,17            | 18,54            | 13,17            | 8,93             |                  |
| Середній мінімум, °C                          | 3,45             | 3,96             | 6,43             | 12,17            | 15,86            | 19,84            | 21,13            | 21,23            | 18,48            | 13,84            | 8,46             | 4,24             |                  |
| Норма опадів, мм                              | 90               | 70               | 62               | 31               | 29               | 25               | 22               | 48               | 93               | 149              | 126              | 112              |                  |
| Середньомісячна швидкість вітру, м/с          | 1.89             | 2.47             | 2.50             | 2.30             | 2.30             | 2.41             | 2.48             | 2.13             | 2.00             | 1.90             | 1.97             | 1.95             |                  |
| Середньомісячна сонячна радіація, кДж/м²·день | 8400             | 10497            | 12552            | 15833            | 19734            | 21639            | 21424            | 18900            | 15481            | 12133            | 9676             | 7889             |                  |
| --------------------------------------------- | ---------------- | ---------------- | ---------------- | ---------------- | ---------------- | ---------------- | ---------------- | ---------------- | ---------------- | ---------------- | ---------------- | ---------------- | ---------------- |
| Джерело:                                      |                  |                  |                  |                  |                  |                  |                  |                  |                  |                  |                  |                  |                  |